# Tony Rudd
Anthony Cyril Rudd, detto Tony (Stony Stratford, 8 marzo 1923 – 22 agosto 2003), è stato un dirigente sportivo, ingegnere e progettista britannico di vetture da competizione e da Formula 1, principalmente attivo nella progettazione di motori aeronautici e da competizione per la BRM e Lotus.

## Carriera
La sua carriera nelle competizioni automobilistiche iniziò nel 1930, quando lavorò nella scuderia del principe Chula Chakrabongse e il principe Birabongse Bhanutej Bhanubandh. In seguito intraprese un percorso di apprendistato presso 
la Rolls-Royce.
Durante la seconda guerra mondiale prestò servizio nella Royal Air Force. Dopo la guerra Rudd riprese il suo apprendistato di ingegnere e lavorò sui compressori Rolls-Royce del motore BRM V16, venendo dislocato proprio dalla Rolls presso BRM nel 1951 per assisterne lo sviluppo. In seguito non fece mai più tornato alla Rolls-Royce, entrando in pianta stabile a far parte del team BRM per quasi due decenni.

### La Formula 1 e la BRM
Entrò in Formula 1 alla BRM, dove fu coinvolto nello sviluppo delle monoposto con motore V16 e a quattro cilindri; nel 1960 divenne direttore tecnico della squadra corse.
In BRM si dedicò alla progettazione dei telai e del motore V8, che portarono la BRM alla vittoria nel 1962 del Campionato del mondo costruttori e piloti. Qui progetto un innovativo motore chiamato H16 dopo l'introduzione dei nuovi regolamenti della Formula 1; questo motore da tre litri (basato su due V8 da 1,5 litri) si rivelò troppo pesante e troppo complicato. Dopo aver abbandonato l'H16, Rudd progettò un V12 che doveva fare da base ad un rinnovato progetto sportivo della BRM, ma le vetture si rivelarono poco competitive e non ottennero i risultati sperati.

### Il passaggio alla Lotus
Durante la stagione 1969 e dopo i cambi di gestione alla BRM, Rudd passo alla Lotus, fino a ricoprire la posizione di direttore tecnico per le vetture stradali dell'azienda. Rudd si dedicò allo sviluppo del motore a quattro cilindri Lotus e al miglioramento della qualità di produzione delle autovetture.
A metà degli anni '70 il Team Lotus era in difficoltà, così Rudd venne messo a capo del team che portò alla realizzazione della Lotus 78 ad effetto suolo, che facendo si che la squadra tornasse al successo in F1. Dopo la morte di Chapman nel 1982, Rudd assunse un ruolo sempre più significativo all'interno dell'azienda. Tornò in F1 per un anno nel 1989 fino a quando la squadra fu venduta e si ritirò per poi diventare consulente tecnico freelancer.

## Vetture progettate

### Competizione
- Lotus 79
- Lotus 80
- Lotus 91
- Lotus 72
- Lotus 88
- Lotus 76

### Stradali
- Lotus Etna[3]
- Lotus Esprit